# Miriam Repič-Lekič
Miriam Repič-Lekič, slovenska in srbska slikarka in kiparka, * 8. julij 1925, Vitomarci, † 1. december 2015, Beograd.
Rodila se je v slovenski družini, očetu Alojziju in materi Silviji Paulini, roj. Zorko. Ljudsko in srednjo šolo je končala v Zagrebu. Članica SKOJ-a je postala leta 1943. Kmalu zatem je bila aretirana, v zaporu je bila mučena.
Leta 1949 se je preselila v Beograd. Leta 1967 je diplomiral na Akademiji za likovno umetnost v Rimu.

## Razstave
Samostojne razstave
- 1965. — „Studio 13“, Rim,
- 1968. — „Salon Rotovž“, Maribor
- 1969. — Zavičajni muzej, Zemun
- 1971. — Galerija Doma sindikata, Beograd[3]
- 1975. — Dom vazduhoplovstva, Zemun
- 1976. — Moderna galerija, Titograd in Bar
- 1981. — Galerija TV Koper, Koper
- 1981. — Barska narodna čitaonica, Bar
- 1986. — Galerija Singidunum (ULUPUDS) in Hotel „Beograd Interkontinental“, Beograd
- 1988. — Kranj
- 1990. — Galerija „Stara kapetanija“, Zemun
- 1997. — „Strujanja“, Galerija „Fontana“, Novi Beograd

Skupinske razstave (izbor)
- 1962. — Monte Karlo
- 1964-1967. — Rim
- 1970. — Červia, Italia
- 1969-1990. — Zemun, Beograd, Skoplje, Maribor, Kranj
- 1980. — Herceg Novi — Hercegnovski zimski salon
- 1989. - Galerija ULUS